# Hình tượng khủng long trong văn hóa

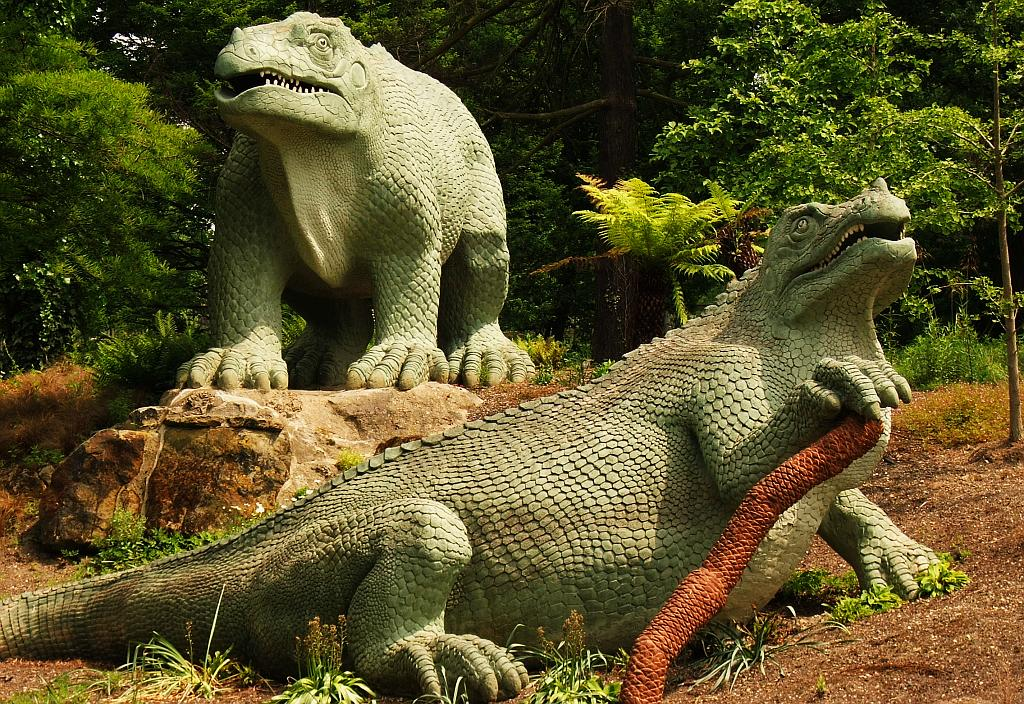
Những mô hình khủng long đầu tiên là Iguanodon và Mantellodon được đặt ở Crystal Palace, Luân Đôn vốn có từ thời Victoria, là những hình tượng sớm nhất về khủng long

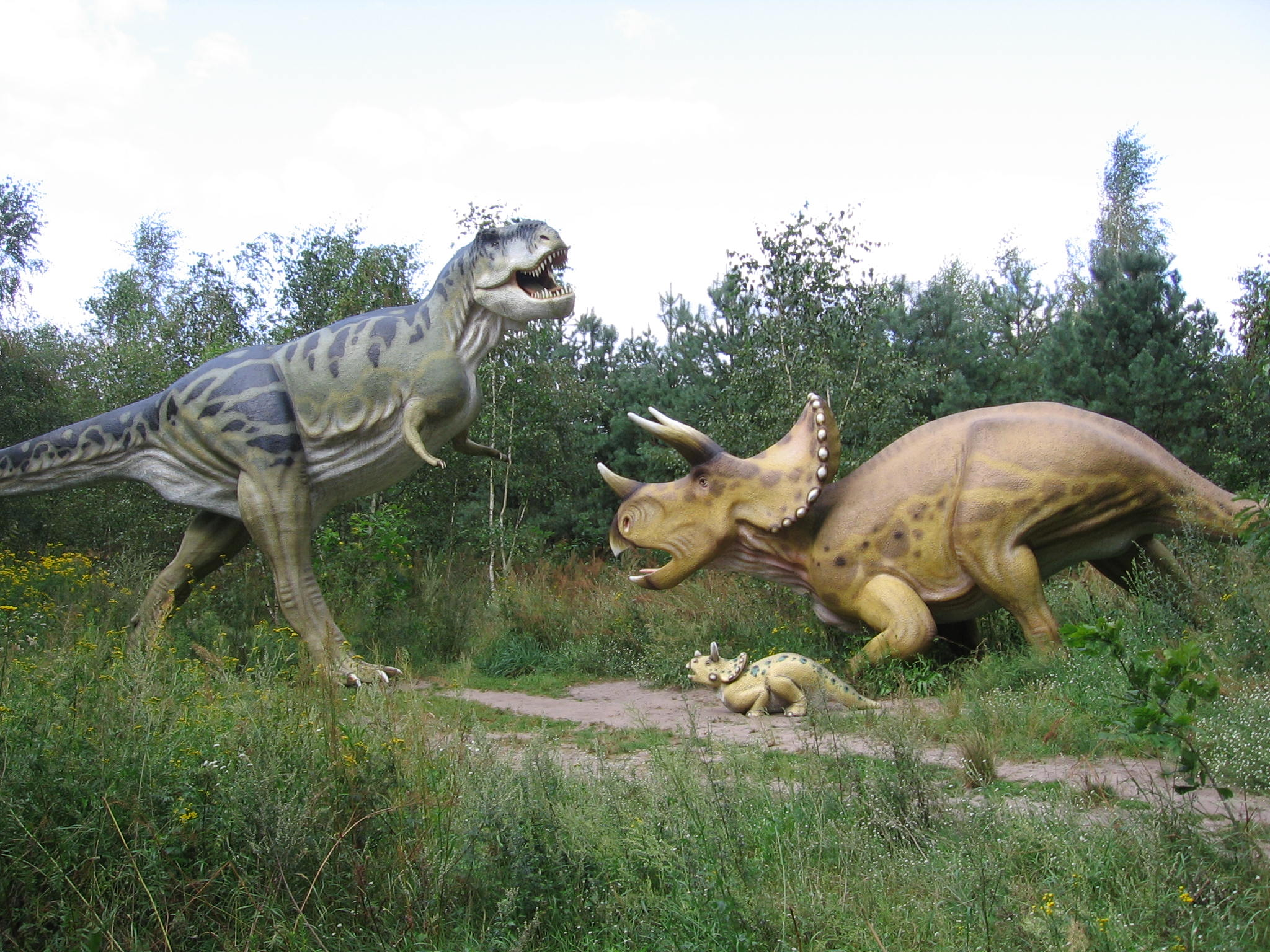
Tượng khủng long bạo chúa và tam giác long đang chiến đấu, những hình tượng này chịu ảnh hưởng từ phim ảnh nhưng hiện thực hơn

Những mô tả văn hóa về khủng long (Cultural depictions of dinosaurs) đã xuất hiện rất nhiều kể từ ngay khi từ khủng long được phát hiện vào thế kỷ XIX và khủng long đã được giới thiệu rộng rãi đến với công chúng qua những tác phẩm điêu khắc đồ sộ, trở thành yếu tố quan trọng trong giải trí, mức độ phổ biến về những sinh vật to lớn, đáng sợ trong các bộ phim quái vật, phim kinh dị, phim viễn tưởng, phim khoa học. Các loài khủng long phi điểu được giới thiệu đến công chúng qua những ấn phẩm đại chúng như trong sách vở, phim, chương trình truyền hình, tác phẩm nghệ thuật và các phương tiện truyền thông khác đã được sử dụng cho cả giáo dục và giải trí. Theo tiêu chuẩn của con người, khủng long là những sinh vật có ngoại hình kỳ vĩ và thường có kích thước khổng lồ, với hình mẫu như vậy, chúng đã chiếm được trí tưởng tượng và tâm trí của con người và trở thành một phần lâu dài của văn hóa nhân loại, trong đó hình ảnh phổ biến bắt đầu từ văn hóa đại chúng (phim ảnh). Bước ngoặt đưa hình tượng các loài khủng long lên đỉnh cao văn hóa đại chúng toàn cầu chính là bộ phim Jurassic Park (Công viên kỷ Jura) của đạo diễn Steven Spielberg ra mắt năm 1993 đưa chúng trở thành biểu tượng của điện ảnh với cảnh tượng Bạo long T-Rex gầm thét, sát thủ Velociraptor tinh ranh săn mồi theo bầy, những con Brachiosaurus hiền lành vươn cao cổ trở thành những hình ảnh kinh điển, định hình nhận thức của cả một thế hệ về thế giới tiền sử. Hình tượng khủng long xuất hiện trong vô số sản phẩm, từ đồ chơi, quần áo, trò chơi điện tử cho đến các công viên chủ đề. Mặc dù hiện nay, giới khoa học và các nhà phê bình vạch ra rằng nhiều hình tượng khủng long trên phim ảnh (diện mạo, kích thước, hành vi, trí khôn như trên phim) là không chính xác so với thực tế với những gì khoa học đã phát hiện qua hồ sơ khảo cổ và những nghiên cứu về sinh học, tương quan sinh trưởng, các định luật vật lý học, động lực học, nhưng hình tượng của chúng từ phim ảnh vẫn được ưa chuộng.

## Tổng quan

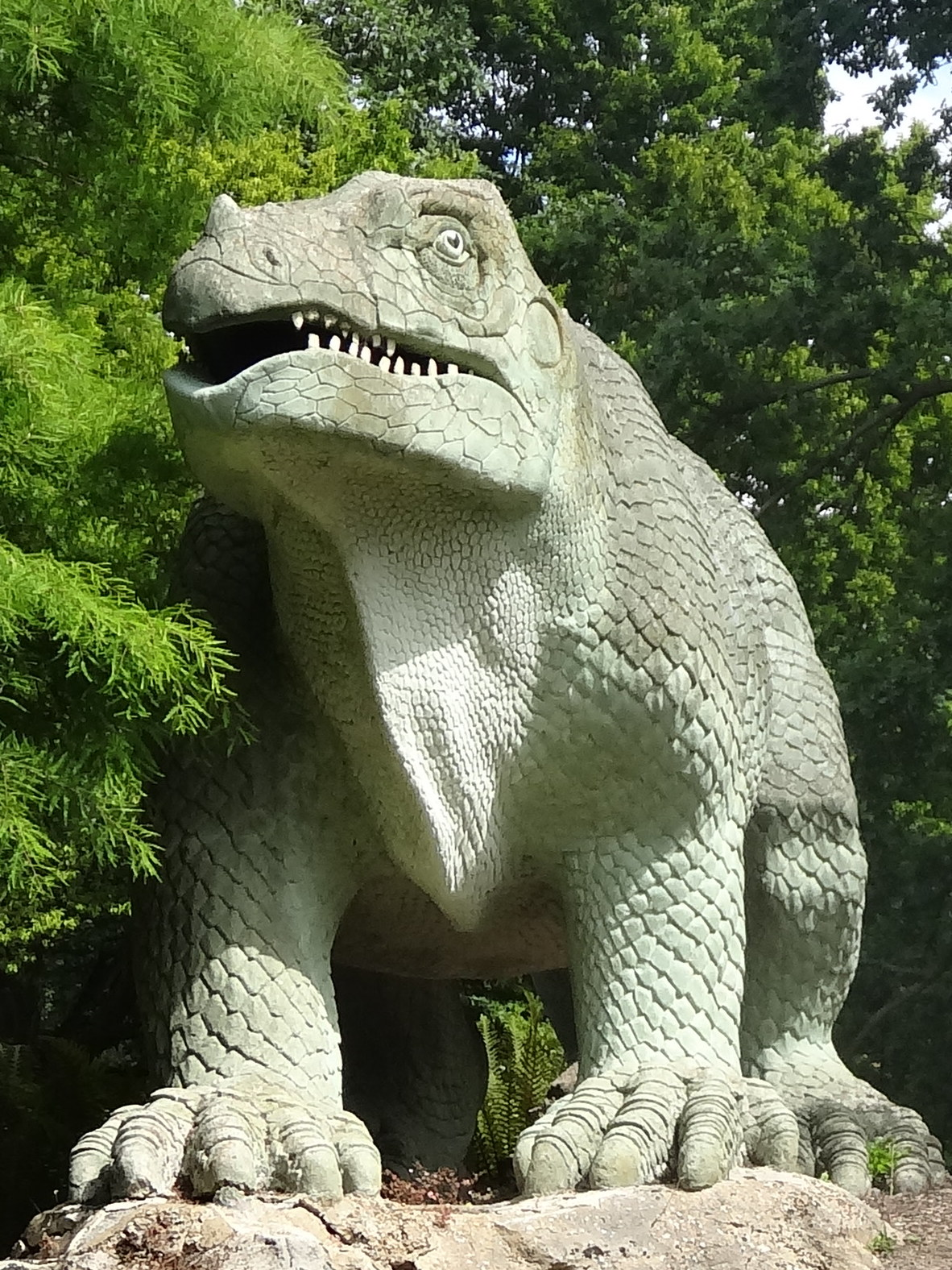
Mantellodon tại Công viên Crystal Palace

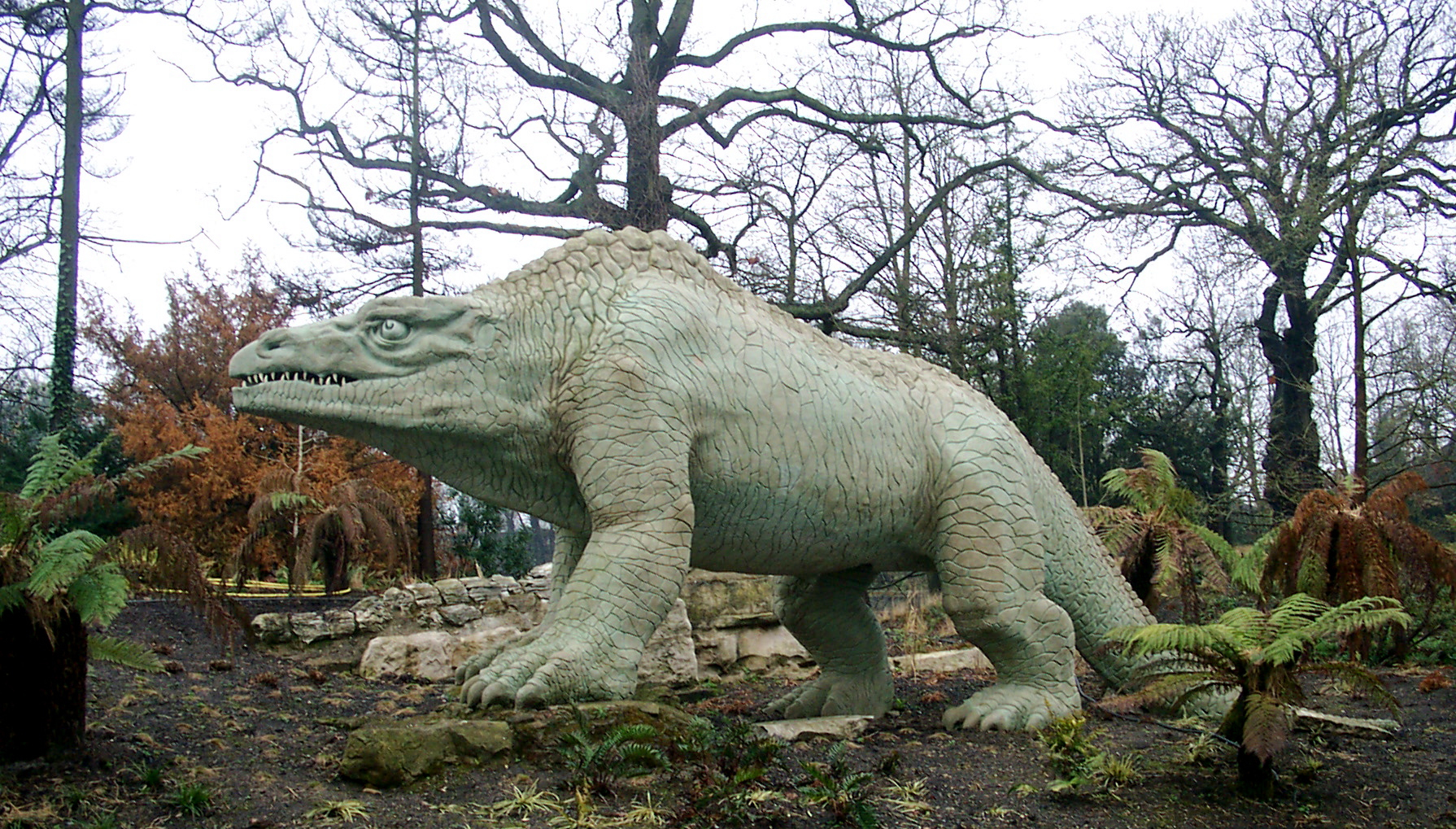
Mô hình khủng long tại Crystal Palace, Luân Đôn

Khi khủng long mới được phát hiện, người ta háo hức muốn biết về chúng, tại thời điểm với hiểu biết về còn hạn chế, chúng được minh họa như những con thằn lằn khổng lồ, đi bằng bốn chân một cách nặng nề với cái đuôi dài kéo lê trên mặt đất. Sau đó, các họa sĩ vẽ những con vật khổng lồ này đứng thẳng như chuột túi, đi bằng hai chân sau hoặc đi bốn chân, đuôi dài quét đất, da xù xì, có vảy như da cá sấu. Ngày nay, nhờ sự phát triển của cổ sinh vật học, con người đã có những cái nhìn mới mẻ và thực tế hơn về loài vật kỳ diệu này. Khủng long không còn lờ đờ, trì trệ nữa. Chúng được miêu tả như những sinh vật năng động, phát triển cao, giống chim hơn cá sấu. Tuy vậy, ở bất cứ thời đại nào, khủng long cũng chiếm một phần không nhỏ trong tri thức, văn hóa của loài người và để lại cho con người những cảm xúc đặc biệt: kinh ngạc, sợ hãi nhưng thích thú.
Mối quan tâm phổ biến về khủng long đã đảm bảo sự xuất hiện của chúng trong văn học, phim ảnh và các phương tiện truyền thông khác. Bắt đầu từ năm 1852 với một lần được nhắc đến trong tiểu thuyết Ngôi nhà ảm đạm (Bleak House) của Charles Dickens, khủng long đã được đưa vào một số lượng lớn các tác phẩm hư cấu. Cuốn tiểu thuyết năm 1864 của Jules Verne có tên Hành trình vào tâm Trái đất (Journey to the Center of the Earth), cuốn sách có tựa đề Thế giới đã mất (The Lost World) của Sir Arthur Conan Doyle năm 1912, bộ phim hoạt hình Gertie the Dinosaur năm 1914 (kể về con khủng long hoạt hình đầu tiên), bộ phim mang tính biểu tượng King Kong vào năm 1933, Godzilla vào năm 1954 và nhiều bộ phim khác phần tiếp theo, cuốn tiểu thuyết bán chạy nhất năm 1990 là cuốn Công viên kỷ Jura của Michael Crichton và bộ phim chuyển thể năm 1993 của nó chỉ là một vài ví dụ đáng chú ý về sự xuất hiện của khủng long trong tiểu thuyết
Sự quan tâm nhiệt tình của công chúng đối với khủng long lần đầu tiên phát triển ở nước Anh thời Victoria nơi vào năm 1854, ba thập kỷ sau những mô tả khoa học đầu tiên về di tích khủng long, một loạt các tác phẩm điêu khắc khủng long sống động như thật đã được công bố tại Công viên Crystal Palace ở London. Những con khủng long ở Crystal Palace nổi tiếng đến nỗi cả một thị trường về các bản sao nhỏ hơn đã sớm nở rộ. Trong những thập kỷ tiếp theo, các cuộc triển lãm khủng long được mở tại các công viên và viện bảo tàng trên khắp thế giới để cho các thế hệ kế tiếp sẽ được hiểu biết về các loài động vật thú vị này. Đến lượt nó, sự phổ biến dần dần của loài khủng long đã dẫn đến nguồn tài trợ công cộng đáng kể cho ngày khoa học về khủng long, và thường xuyên thúc đẩy những khám phá mới, ở Hoa Kỳ, sự cạnh tranh giữa các viện bảo tàng để thu hút sự chú ý của công chúng đã trực tiếp dẫn đến các cuộc chiến thù địch (Cuộc chiến Xương)
Các mô tả văn hóa cũng đã tạo ra hoặc củng cố những quan niệm sai lầm hoặc không được chính xác về khủng long và các động vật thời tiền sử khác khi đối chiếu với hồ sơ hóa thạch, chẳng hạn như miêu tả không chính xác và ngược dòng thời gian về một "thế giới tiền sử" nơi mà nhiều loại động vật đã tuyệt chủng (từ động vật kỷ Permi là Dimetrodon đến voi ma mút cho đến người thượng cổ) lại sống cùng nhau (người tiền sử sống chung với khủng long) và cuộc sống của khủng long như những trận chiến đấu liên hồi, chúng như những con quái vật không làm gì khác ngoài chiến đấu cho tới chết; khủng long như tất cả các loài to lớn và khổng lồ; khủng long trông chừng như ngu ngốc và di chuyển chậm chạp, khủng long giống như thằn lằn và tất cả đều có vảy (không có lông) khi nhiều loài khủng long Velociraptor có lông. Những quan niệm sai lệch như khủng long thường là những sinh vật to lớn, ì ạch, kéo lê đuôi trên mặt đất, đại diện cho một quá khứ xa xôi, nguyên thủy, hoang dã, bí ẩn, lạc hậu, mông muội, được củng cố từ các mô tả văn hóa đến từ sự đồng thuận khoa học mà hiện đã bị lật tẩy, chẳng hạn như khủng long là những con vật chậm chạp và không thông minh. Các mô tả về khủng long nhất thiết phải mang tính phỏng đoán như biện luận của nhiều tác giả, bởi vì quá trình hóa thạch và các cơ chế hóa thạch khác không bảo toàn được tất cả các chi tiết của sự sống, theo đó, bất kỳ sự phục dựng nào cũng là quan điểm của một nghệ sĩ rằng, để ở trong giới hạn của kiến thức tốt nhất vào thời điểm đó, nhất thiết phải lấy cảm hứng từ những bức vẽ khác đã được khoa học chứng minh. Hơn nữa, khủng long không bị tuyệt chủng do không thể đối phó với sự thay đổi khí hậu bình thường, một quan điểm được tìm thấy trong nhiều sách giáo khoa trước đây

## Các hình tượng

### T.rex

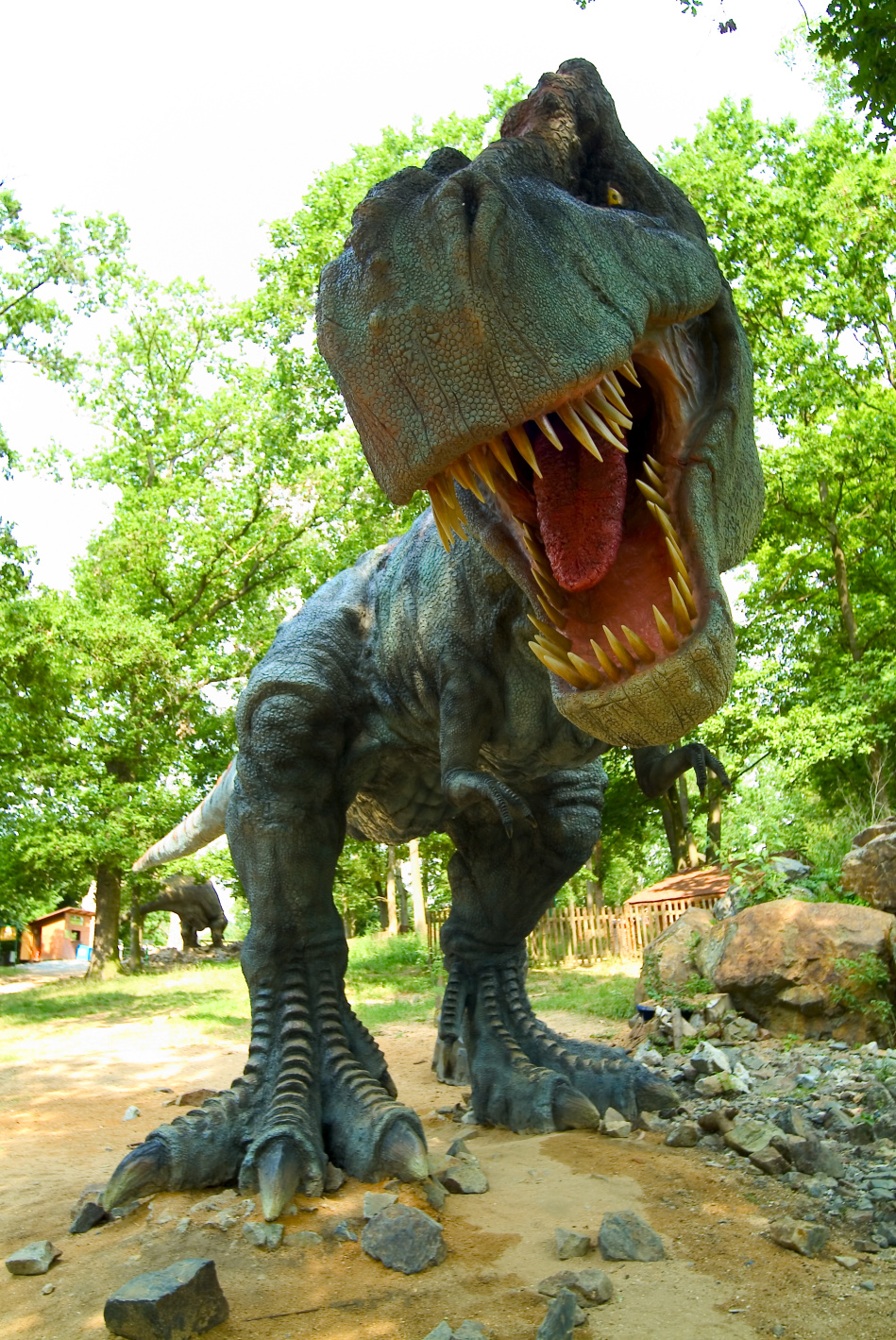
Tượng khủng long bạo chúa được khắc họa như những gì mô tả trong những bộ phim

Kể từ khi được mô tả lần đầu vào năm 1905, Tyrannosaurus rex đã trở thành loài khủng long được biết đến rộng rãi nhất trong văn hóa đại chúng. Nó là loài khủng long duy nhất thường được biết đến bằng tên khoa học đầy đủ Tyrannosaurus rex, và chữ viết tắt của nó T.rex cũng được sử dụng rộng rãi. T-Rex là quái vật thời tiền sử thường được các nhà làm phim nhập khẩu về thời hiện đại nhất. Những ý tưởng phổ biến của loài khủng long nay có nhiều quan niệm sai lầm nhưng lại được củng cố bởi các bộ phim, sách, truyện tranh, chương trình truyền hình và thậm chí cả công viên giải trí. Các nhà làm phim Hollywood đã giúp loài khủng long bạo chúa trở thành minh tinh màn bạc.
Tyrannosaurus rex là một trong những quái vật nổi tiếng và dễ nhận biết nhất của nền văn hóa đại chúng, với tiếng gầm kinh thiên động địa, đóng vai chính trong nhiều bộ phim, điện ảnh và phim tài liệu nhưng do sự ảnh hưởng của văn hóa đại chúng thì nhận thức của con người về loài động vật đáng chú ý này thường khác xa so với động vật ăn thịt thực sự sống ở phía tây Bắc Mỹ 66 triệu năm trước. Bộ xương của loài động vật hung dữ này đủ để truyền cảm hứng kinh ngạc và ngạc nhiên cho khách tham quan bảo tàng trên toàn thế giới, nhưng chỉ riêng bộ xương là không đủ để tạo nên bức chân dung thực sự của kẻ săn mồi vĩ đại này khi còn sống vốn sẽ là một bức chân dung quá khác so với bức chân dung được khắc họa trong văn hóa đại chúng.
Không phủ nhận việc những khám phá khảo cổ cho thấy T-Rex là loài khủng long khổng lồ, dữ tợn, chúng có trọng lượng dao động từ 5-9 tấn, cao tới 5 mét, và bộ hàm khủng khiếp có lực cắn lên tới 1,5 tấn, đủ sức cắn đứt đôi cả 1 chiếc xe ô tô 4 chỗ ngồi, bộ hàm khủng khiếp của T-Rex là nguồn cảm hứng cho những đồn đoán về khả năng săn mồi của loài này. Chúng thường được miêu tả là kẻ giết người máu lạnh và có lực cắn chết người. Nhưng Tyrannosaurus rex là một loài ăn thịt trên đỉnh chuỗi thức ăn, săn mồi mặc dù vài nhà khoa học xem loài này ăn xác thối, việc Tyrannosaurus ăn thịt hay xác thối là một trong những chủ đề gây tranh cãi nhiều nhất trong giới cổ sinh vật. Tuy nhiên, hiện nay Tyrannosaurus rex được là loài săn mồi cơ hội, thực hiện cả ăn thịt và ăn xác thối, là một trong số động vật trên cạn có lực cắn lớn nhất.
Trong phim ảnh, khủng long bạo chúa T-Rex là một loài khủng long ăn thịt mạnh mẽ, sống trên đỉnh chuỗi thức ăn, một tên ăn thịt hung bạo, tàn sát vô tội vạ trong kỷ khủng long, phim ảnh luôn khắc họa khủng long bạo chúa là loài hùng dũng. Trong những bộ phim của Hollywood, đây là một con quái vật kinh hoàng săn đuổi tất cả mọi sinh vật sống để thỏa mãn cơn đói của nó. Tất cả các phần Công viên kỷ Jura và rồi sau đó là King Kong đều khắc họa T-Rex là loài quái vật săn mồi hung dữ và nhanh nhẹn, đuổi theo con mồi với tốc độ của xe đua công thức 1. Tuy nhiên sự nhanh nhẹn của T-Rex là điều không tưởng với một con vật có kích thước như vậy và thực tế chỉ ra sinh vật này không hẳn oai hùng như phim ảnh đã tạo ra mà T-Rex không hơn gì một kẻ chuyên ăn xác thối, rình rập và cướp bóc chiến lợi phẩm của kẻ khác vì đôi chân trước của con quái vật quá ngắn, mắt quá nhỏ và tốc độ di chuyển quá chậm để nó có thể trở thành một kẻ săn mồi.
Thực tế, T-Rex là những kẻ chuyên rình mồi để tồn tại vì cơ thể của nó quá đồ sộ, không thích hợp với việc săn đuổi con mồi, khi khối lượng càng lớn, độ linh hoạt càng giảm theo cấp số nhân, cấu trúc cơ thể với hai chi trước teo nhỏ, khủng long bạo chúa không thể xoay chuyển linh hoạt vì thiếu trụ điều hướng lực, rồi thì phần thân trước với đầu lớn, cổ dài, phần thân sau có đuôi dài và nặng, được cân bằng trên hai chân sau, khiến cho chúng không thể xoay trái và xoay phải nhanh chóng giống như môt người trưởng thành vác một thanh gỗ lớn trên vai thì không thể xoay chuyển một cách linh hoạt được. Hình ảnh thường được mô tả về T.rex như một cỗ máy ăn thịt vô tâm truy giết mọi sinh vật băng qua đường di chuyển của nó là không chính xác. Những bộ phim bom tấn của Hollywood như loạt phim Công viên kỷ Jura là nguyên nhân gây ra những quan niệm sai lầm phổ biến về T.rex và cần phải bị đổ lỗi vì đã tạo ra một bức tranh có phần không chính xác về loài vật này. Sự thực là Tyrannosaurus không thể chạy nhanh hơn xe jeep, tầm nhìn của nó không dựa trên chuyển động và nó không gầm lên đắc thắng sau khi hạ gục một con vật, có lẽ khủng long bạo chúa có thể còn không gầm rú, nó không thể làm như vậy dù người ta yêu thích tiếng gầm đầy tính biểu tượng, đầy đe dọa được trao cho T.rex trong Công viên kỷ Jura nhưng khó chấp nhận tính phi khoa học của nó. Họ hàng gần nhất còn sống của Tyrannosaurus chủ yếu là chim (và xa hơn là cá sấu), không biết cất tiếng gầm, thay vì một tiếng gầm, T.rex có thể tạo ra một tiếng kêu ầm ĩ đáng sợ mà có thể đã đạt đến một tần số sâu đến mức nó có thể được cảm nhận hơn là nghe thấy.

### Raptor

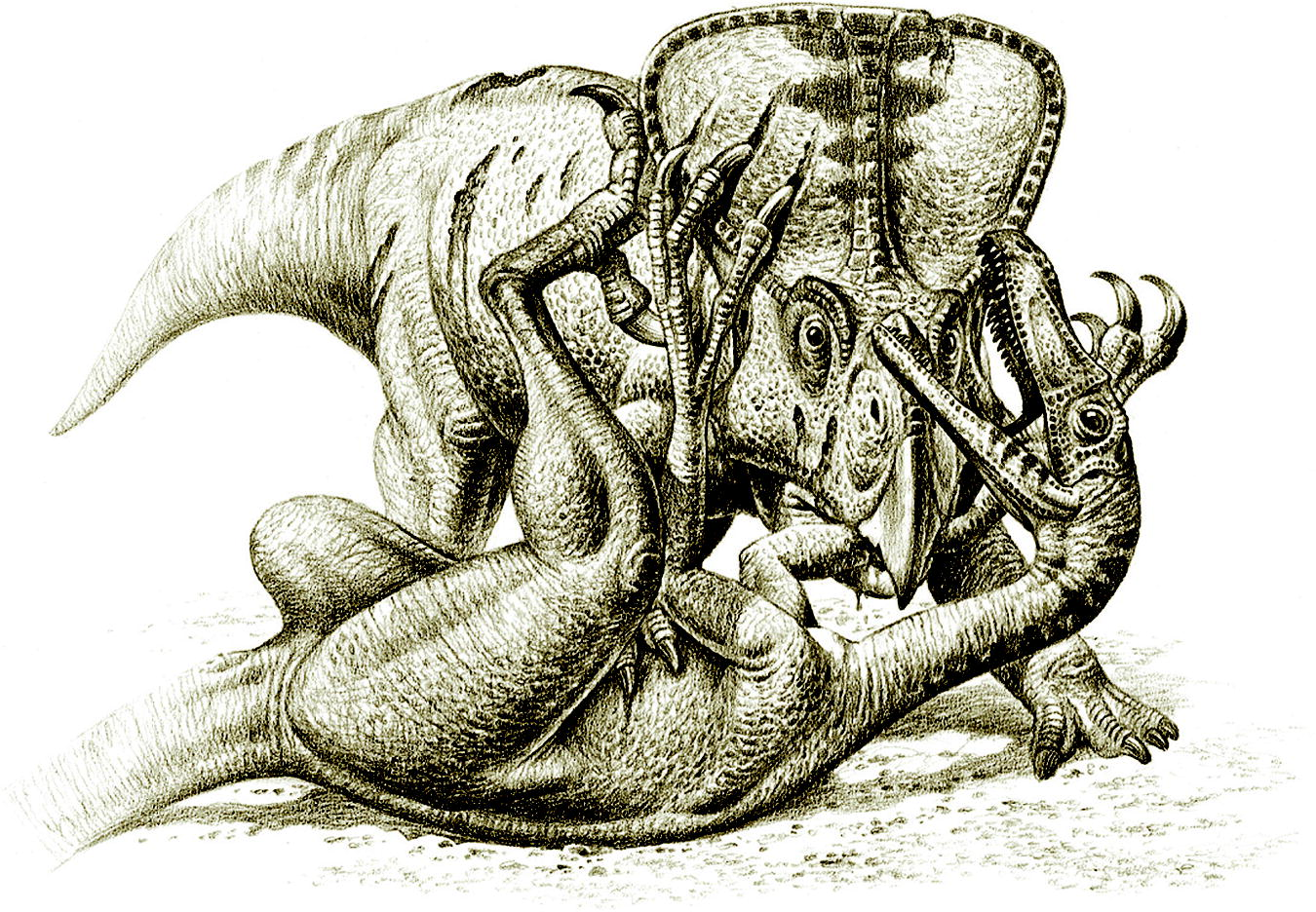
Tranh vẽ phổ biến về loài ăn mồi đáng sợ Raptor

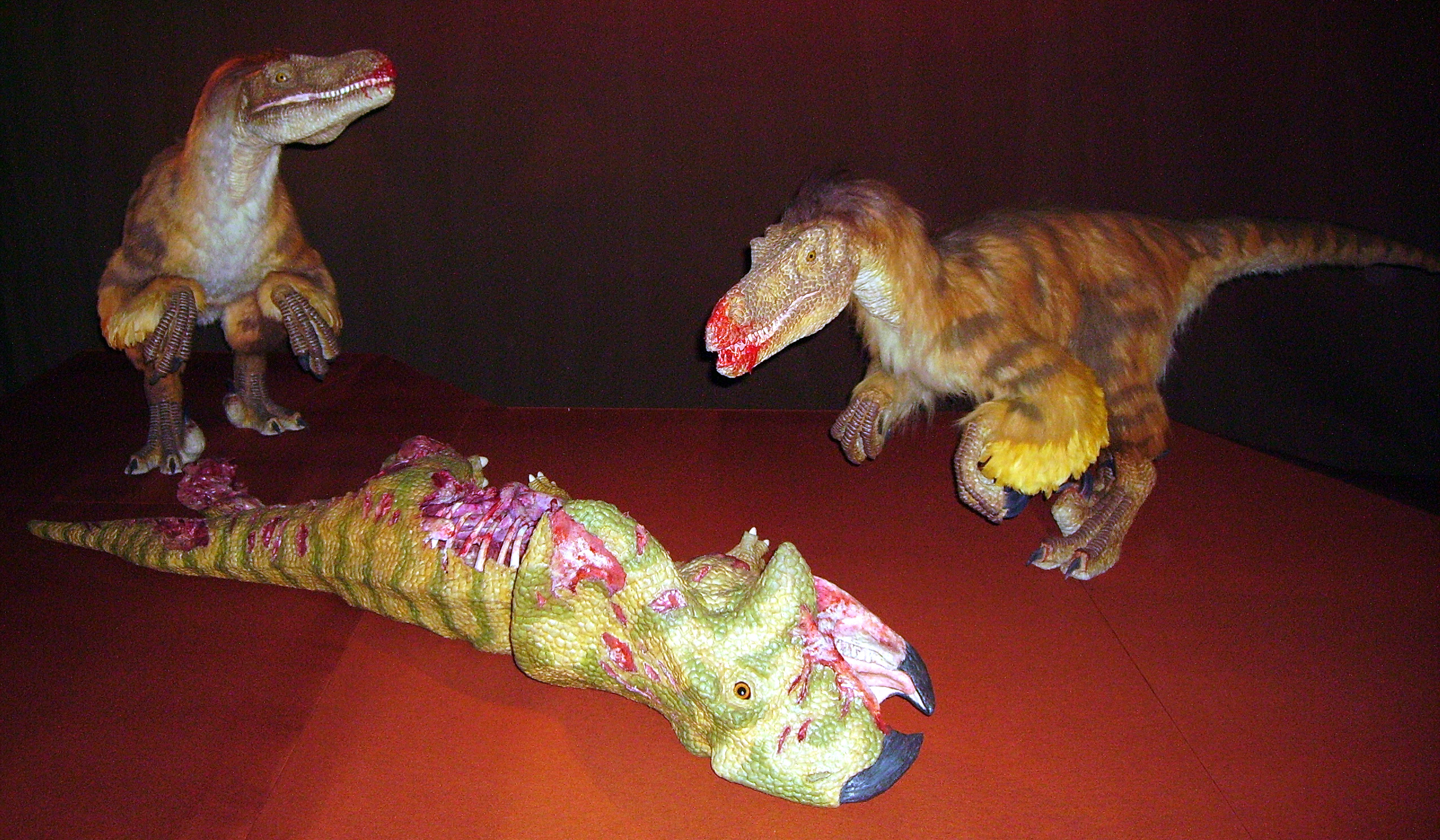
Thực tế, chúng là loài khủng long có lông vũ, to bằng con gà tây

Trong văn hóa đại chúng, trên phim ảnh, Velociraptor còn biết đến là Raptor được khắc họa là loài ăn thịt thông minh, săn mồi theo bầy. Velociraptor là một trong các chi khủng long quen thuộc nhất với công chúng vì những hình ảnh và vai trò của nó trong loạt phim Công viên kỷ Jura, nhưng Velociraptor trong bộ phim này có nhiều đặc điểm sai lệch thực tế, như lớn hơn nhiều so với loài có thực và lại không có lông vũ, có lẽ "Velociraptor" trong phim lấy loài Deinonychus làm mẫu.
Đã có bốn bộ phim tham gia vào loạt phim "Công viên kỷ Jura" và những chú "chim ăn thịt" (Raptor) vẫn được người hâm mộ yêu thích. Khán giả thích thú khi xem nhiều người trong số họ tập hợp mọi thứ từ những tay súng trường mặc quần áo kaki đến một con quái vật khủng long lai tạo. Các cuộc tấn công này có tổ chức, chiến lược hẳn hoi và ít nhất là trong ba bộ phim chúng đều dựa trên một chuỗi mệnh lệnh trong nhóm. Trông chúng như là một con sói khoác áo khủng long. Nhưng hành vi định hướng theo nhóm như vậy có được hỗ trợ bởi hồ sơ hóa thạch không còn là vấn đề.
Thực tế, con khủng long được gọi là Velociraptor trong các bộ phim và tiểu thuyết "Công viên kỷ Jura" được dựa trên một loài động vật hoàn toàn khác có tên là Deinonychus và khi nói đến kích thước, có một khoảng cách rất lớn giữa hai loại. Velociraptor không lớn hơn nhiều so với gà tây nhưng con Deinonychus trưởng thành dài 11 feet (3,3 mét) và có thể nặng hơn 200 pound (90,7 kg). Cả hai đều được phân loại là Dromaeosauridae, một họ khủng long ăn thịt giống chim. Deinonychus ban đầu được phát hiện vào năm 1931 ở Montana, nhưng nó sẽ không được đặt tên cho đến năm 1969, xương của bốn con Deinonychus được tìm thấy rải rác xung quanh các bộ xương một phần của một động vật ăn cỏ nhiều lớn hơn gọi là Tenontosaurus,
Nhà khoa học John Ostrom đã so sánh hiện trường vụ việc này với một bầy sói đang săn đuổi con mồi của nó. Theo giả thuyết, bốn con khủng long Deinonychus đã chết trong khi tấn công kẻ ăn thực vật to lớn trong một nỗ lực phối hợp nhóm. Sau đó, các thành viên khác trong đàn có lẽ đã giết chết con Tenontosaurus ngoan cường đó. Nhận định của Ostrom đã ảnh hưởng đến tác giả Michael Crichton, người đã viết những con Dromaeosaurs săn bầy vào cuốn sách đầu tiên Công viên kỷ Jura. Khái niệm này từ đó đã chiếm được trí tưởng tượng của công chúng, nó có tác động đáng kể đến khoa học về khủng long. Người ta lập luận rằng nhiều kẻ săn mồi không phải Dromaeosaur như Tyrannosaurus và Allosaurus cũng có thể săn theo bầy, cả Deinonychus, Velociraptor hay bất kỳ loài khủng long săn mồi không phải là dạng chim nào khác (khủng long phi điểu) đều có thể hình thành từng bầy, săn bắt bầy đàn hợp tác giống như động vật có vú là một hành vi cực kỳ hiếm và phức tạp.
Người ta cho rằng móng vuốt ngón chân khét tiếng của Deinonychus, Velociraptor và họ hàng của chúng là công cụ dùng để mổ bụng con mồi, các nghiên cứu gần đây đã phát hiện ra rằng móng vuốt sẽ được trang bị tốt hơn để chọc hoặc đâm thủng nên Dromaeosaurs có thể đã sử dụng những ngón chân của mình để giúp chúng bám vào những nạn nhân to lớn. Đến những năm 2010, nó đã trở thành một tác phẩm nghệ thuật nổi tiếng. Tenontosaurus là một loài khủng long ăn cỏ dài 20 foot (6 mét) sống lang thang ở Bắc Mỹ vào đầu kỷ Phấn trắng. Tìm kiếm tác phẩm nghệ thuật của Tenontosaurus hết bức tranh này đến bức tranh khác đều thấy con vật tội nghiệp bị một đám ăn thịt xé xác, và không chỉ bất kỳ loài ăn thịt nào, kẻ tấn công trong những bức ảnh này hầu như luôn là Deinonychus, những kẻ săn mồi với chiếc móng lưỡi liềm, kẻ đã truyền cảm hứng cho những con "chim ăn thịt" (Raptor) của Công viên kỷ Jura.
John Hammond (nhân vật của Richard Attenborough) có thể đã nói dối, con khủng long được gọi là Velociraptor trong những bộ phim đó thực sự dựa trên Deinonychus, có một loài động vật thực sự tên là Velociraptor sống ở Trung Á cách đây 75 đến 71 triệu năm. Tuy nhiên, nó nhỏ hơn rất nhiều so với những con quái vật trong "Công viên kỷ Jura" và các phần tiếp theo của nó. "Chim ăn thịt" của những bộ phim đó có thể nhìn vào mắt một người đàn ông trưởng thành vì chỉ cao 28 inch (72 cm) ở hông. Deinonychus cũng không thể đo được những con chim ăn thịt ở Hollywood, ít nhất nó lớn hơn Velociraptor cỡ gà tây nay, người ta đã biết con vật cực kỳ nhanh nhẹn và rất năng động này dài hơn 11 feet (3,3 mét), với chiều cao hông là 3,2 feet (1 mét). Cả Velociraptor và Deinonychus đều thuộc cùng một họ động vật như loài Dromaeosaurs được tìm thấy ở Âu Á, Châu Phi và Châu Mỹ, có răng giống như dao, hộp sọ lớn và các chi dài, ít nhất một số (có thể là tất cả) trong số chúng có lông vũ. Cuốn tiểu thuyết gốc "Công viên kỷ Jura" của ông, nền tảng cho bộ phim của Stephen Spielberg, mô tả những con "chim ăn thịt" tấn công con mồi của chúng theo từng bầy có tổ chức. Tuy nhiên, các nhà khoa học có lý do để hoài nghi. Các loài động vật hiện đại theo thói quen săn mồi theo thói quen, có chiến lược là khá hiếm. Có lẽ Deinonychus và các loài Dromaeosaurs khác phần lớn là những kẻ cô độc, nhưng thỉnh thoảng lại trở thành những nhóm kiếm ăn bâu lại tranh thức ăn điên cuồng theo cái cách rồng Komodo thường làm là săn mồi đơn lẻ nhưng lại tụ tập tranh ăn cùng nhau.

### Dilophosaurus

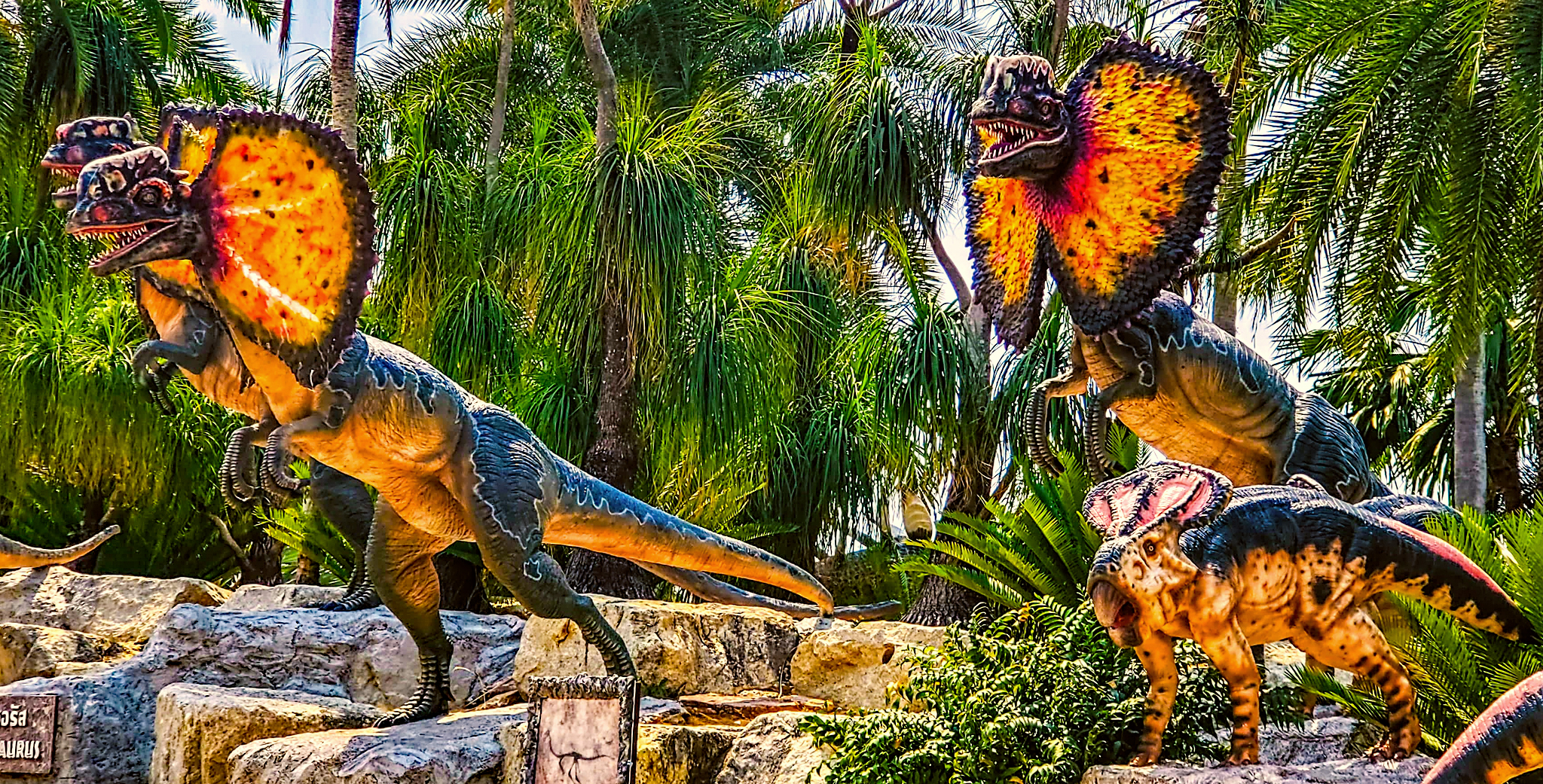
Dilophosaurus được đúc tượng dựa vào những khắc họa trên phim ảnh

Dilophosaurus (khủng long có mào) đã xuất hiện một cách đáng nhớ trong phim Công viên kỷ Jura, sự hiện diện của nó trong bộ phim Công viên kỷ Jura năm 1993 đã củng cố Dilophosaurus như một biểu tượng văn hóa đại chúng. Mặc dù xuất hiện đáng nhớ trong phim, nhưng các khía cạnh chính của mối quan hệ giải phẫu và tiến hóa của loài khủng long này cho đến gần đây vẫn chưa được biết đến và có thể những khắc họa trên phim là không chính xác, không có thực và bị ảnh hưởng phần nhiều từ hình ảnh thực của loài Chlamydosaurus kingii (thằn lằn cổ diềm). Các bài báo khoa học ban đầu mô tả nó có một cái mào mỏng manh và bộ hàm yếu ớt, những đặc điểm ảnh hưởng đến mô tả của loài khủng long trong văn hóa đại chúng.
Con vật này đã xuất hiện trong tiểu thuyết Công viên kỷ Jura (1990) của Michael Crichton và trong bộ phim chuyển thể từ tiểu thuyết của Steven Spielberg. Để miêu tả Dilophosaurus như một kẻ săn mồi đe dọa mặc dù bộ hàm dường như yếu ớt của nó, người ta đã phát minh ra khả năng phun nọc độc của loài khủng long và Spielberg đã nhanh chóng đưa đặc điểm hư cấu này vào bộ phim chuyển thể của mình mặc dù có ý kiến cho rằng chúng không có khẳ năng phun nọc. Con vật có cái diềm cổ gập vào cổ, mở rộng và rung lên khi sinh vật này chuẩn bị tấn công. Để tránh nhầm lẫn với Velociraptor trong phim, các nhà làm phim đã miêu tả Dilophosaurus chỉ cao 1,2 mét (4 ft) nhỏ hơn rất nhiều so với kích thước thực của nó. Trên thực thế nó không phải là một loài khủng long nhỏ dựa vào mánh lới để khuất phục con mồi, Dilophosaurus là một trong những loài săn mồi trên cạn từng đi lang thang trên hành tinh. Khác xa với loài sinh vật nhỏ bé, có nọc độc mà khán giả quen thuộc trong văn hóa đại chúng, Dilophosaurus là một kẻ săn mồi mạnh mẽ và là một trong những loài động vật trên cạn sống ở Bắc Mỹ cách đây 193 triệu năm.

### Iguanodon

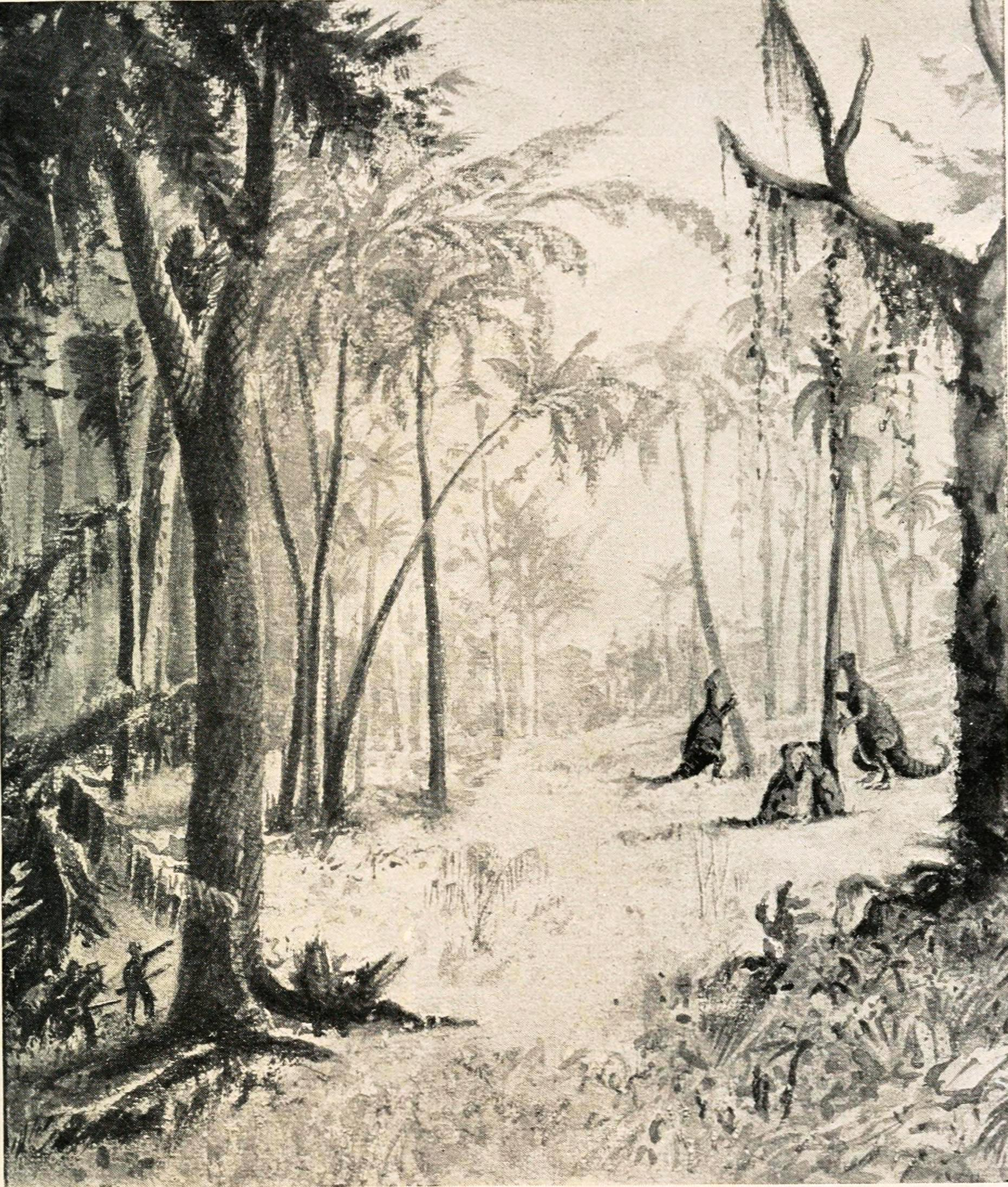
Iguanodon xuất hiện trong The Lost World (1912) của Arthur Conan Doyle

Kể từ khi được mô tả năm 1825, Iguanodon đã trở thành nét văn hoá phổ biến trên toàn thế giới. Hai công trình xây dựng lại của Mantellodon (được coi là Iguanodon vào thời đó) được xây dựng tại Crystal Palace ở London vào năm 1852 đã góp phần đáng kể cho sự phổ biến của chi này. Ngón tay cái của nó bị nhầm lẫn với sừng và chúng được miêu tả là bốn chân giống như voi, nhưng đây là lần đầu tiên một nỗ lực đã được thực hiện trong việc xây dựng các mô hình khủng long kích thước đầy đủ. Năm 1910, Heinrich Harder miêu tả một nhóm Iguanodon trong các thẻ thu thập cổ điển Đức về động vật hoang dã và tiền sử Tiere der Urwelt". Một số hình ảnh chuyển động có đặc trưng của Iguanodon. Trong bộ phim Dinosaur của Disney, một Iguanodon tên là Aladar đóng vai trò nhân vật chính với ba loại Iguanodontia khác như các nhân vật chính khác. Iguanodon là một trong ba loại khủng long truyền cảm hứng cho sự ra đời của Godzilla, hai con còn lại là Tyrannosaurus và Stegosaurus. Iguanodon cũng xuất hiện trong một số bộ phim Land Before Time cũng như các tập của loạt phim truyền hình.
Bên cạnh đó, Iguanodon cũng đã xuất hiện trong bộ phim truyền hình Walking with Dinosaurs (1999) do BBC sản xuất và đóng vai chính trong cuốn sách The Lost World của Arthur Conan Doyle cũng như trên Discovery Channel, Planet Dinosaur (được mô tả không chính xác là có thể chạy trên tất cả bốn chân và sống vào cuối kỷ Phấn trắng). Nó cũng có mặt trong bộ truyện Raptor Red của Bob Bakker (1995), như một con mồi của Utahraptor. Một tiểu hành tinh vành đai chính, 1989 CB 3, được đặt tên là 9941 Iguanodon để tôn vinh chi khủng long này. Và vì nó là một trong những con khủng long đầu tiên được mô tả và là một trong những con khủng long nổi tiếng nhất, Iguanodon đã được xếp hạng như là một biểu tượng cho việc thay đổi nhận thức của công chúng và khoa học về khủng long. Các công trình tái dựng hình dáng của chúng đã trải qua ba giai đoạn: hình tượng sừng voi, bốn chân có màng săn bắt loài bò sát khác từng làm hài lòng người Victoria, sau đó là một kiểu động vật biết đi trên hai chân nhưng cơ bản vẫn còn sử dụng đuôi để nâng đỡ chính mình vào đầu thế kỷ 20, rồi hình tượng này lại bị lật đổ vào những năm 1960 bởi hình ảnh hiện tại hơn, linh hoạt và năng động hơn, về một con vật có thể di chuyển từ hai chân sang bốn chân.

## Các tác phẩm
Về phim ảnh:
- 100 Million BC (100 triệu năm trước công nguyên) (2008) (Mỹ)
- Adhisaya Ulagam (2012) (Ấn Độ)
- Adventures in Dinosaur City (1991) (Mỹ, Anh, Ý)
- Age of Dinosaurs (Khủng long tái sinh) (2013) (Mỹ)
- All Monsters Attack (1969) (Nhật Bản)
- Allegro non troppo (1976) (Ý)	(2D animation)
- Anonymous Rex	(2004) (Mỹ)
- Aquaman (Aquaman: Đế vương Atlantis) (2018) (Mỹ)
- Aztec Rex (Khủng long Aztec) (2008) (Mỹ)
- Barney & Friends (Barney & các bạn) (1992 - 2009) (Mỹ)
- Dinosaur (Khủng Long) (2000) (Mỹ) (Walt Disney)
- Dinosaur! (1985) (Mỹ)
- Dinosaurs (Phim truyền hình) (1991 - 1994) (Mỹ)
- Dinosaurs! – A Fun-Filled Trip Back in Time! (1987) (Mỹ)
- Dinosaurus! (1960) (Mỹ)
- Doraemon: Nobita's Dinosaur (Doraemon: Chú khủng long của Nobita) (1980) (Nhật Bản)
- Doraemon: Nobita's Dinosaur 2006 (Doraemon: Chú khủng long của Nobita 2006) (2006) (Nhật Bản)
- Doraemon: Nobita's New Dinosaur (Doraemon: Nobita và những bạn khủng long mới) (2020) (Nhật Bản)
- Elmo's World: Dinosaurs (2005) (Canada & Anh) (Mỹ)
- Harry and His Bucket Full of Dinosaurs (2005 - 2008) (Canada & Anh)
- Ice Age: Dawn of the Dinosaurs (Kỷ băng hà 3: Khủng long thức giấc) (2009) (Mỹ)
- Journey to the Center of the Earth (Lạc vào tiền sử) (2008) (Mỹ) (3D)
- Công viên kỷ Jura (Công viên kỷ Jura) (1993) (Mỹ)
- Công viên kỷ Jura III
- Thế giới bị mất: Công viên kỷ Jura
- Jurasic World (Thế giới khủng long) (2002) (Mỹ)
- Jurassic World Camp Cretaceous (2020) (Mỹ)
- Jurassic World: Dominion (2022) (Mỹ)
- Jurassic World: Fallen Kingdom (Thế giới khủng long: Vương quốc sụp đổ) (2018) (Mỹ)
- King Kong (1933) (Mỹ)
- King Kong (2005) (Mỹ)
- Little Einsteins: Quincy And The Instrument Dinosaurs (2008) (Mỹ)
- Stanley: Tyrannosaurus Wrecks (2001) (Mỹ)
- The Animal World (1956) (Mỹ)
- The Dinosaurs! (Phim truyền hình mini) (1992) (Anh)
- The Good Dinosaur (Chú khủng long tốt bụng) (2015) (Mỹ)
- The Land Before Time (Vùng đất tiền sử) (1988 - 2006) (Mỹ)
- Walking with Dinosaurs (Dạo bước cùng khủng long) (1999) (Anh) (phim tài liệu)
- Walking with Dinosaurs (Dạo bước cùng khủng long) (2013) (Anh, Mỹ, Úc, Ấn Độ)
- Barney  trong Barney & Friends (1992 - 2009) (Mỹ)
- Taury trong Harry And His Bucket Full Of Dinosaurs) (2005 - 2008) (Canada & Anh)
- Egbert trong Ice Age: Dawn Of The Dinosuars (2009) (Mỹ)
- Shelly trong Ice Age: Dawn Of The Dinosuars (2009) (Mỹ)
- Yoko trong Ice Age: Dawn Of The Dinosuars (2009) (Mỹ)
- Butch trong The Good Dinosaur (2015) (Mỹ)
- Sharptooth trong The Land Before Time (1988 - 2016) (Mỹ)
- Bassasaurus Rex trong Little Einsteins: Quincy And The Instrument Dinosaurs (2008) (Mỹ)
- Tyrannosaurus Rex (T-Rex) trong Jurassic World (2015) (Mỹ)
- Tyrannosaurus Rex (T-Rex) trong King Kong (1933) (Mỹ)
- Tyrannosaurus Rex (T-Rex) trong King Kong (2005) (Mỹ)
- Tyrannosaurus Rex (T-Rex) trong Jurasic Park (1993) (Mỹ)
- Tyrannosaurus Rex (T-Rex) trong Walking With Dinosaurs (1999) (Anh)
- Tyrannosaurus Rex (T-Rex) trong Journey To The Center Of The Earth (2008) (Mỹ)
- Tyrannosaurus Rex (T-Rex) trong Doraemon: Nobita's Dinosaur (1980) (Nhật Bản)
- Tyrannosaurus Rex (T-Rex) trong Stanley: Tyrannosaurus Wrecks (2001) (Mỹ)

Âm nhạc:
- Dinosaur (Album Animal) (Bài hát của Ke$ha) (2010) (Mỹ)
- Dinosaur (Album THRAK) (Bài hát của King Crimson) (1996) (Anh)
- Dinosaur (Album của Dinosaur Jr.) (1985) (Úc)
- Dinosaur (Album của B'z) (2017) (Nhật Bản)
- Dinosaur (Bộ tứ nhạc jazz) (2010) (Anh)
- Dinosaur Jr. (Nhóm nhạc rock luân chuyển) (1984) (Mỹ)
- Dinosaurchestra (Album của Neil Cicierega) (2006) (Mỹ)
- The Dinosaurs (Siêu ban nhạc Bay Area) (1986) (Mỹ)
- El Dinosaurio Pablo (Pablo The Dinosaur) (Bài hát thiếu nhi) (2009) (Tây Ban Nha)

Văn học: 
- Dinosuars (Truyện ngắn của Walter Jon Williams) (1987) (Mỹ)
- Dinosaurs (Sách của Thomas R. Holtz, Jr.) (2007) (Mỹ)
- The Dinosauria (Sách phi hư cấu của David B. Weishampel, Peter Dodson, Halszka Osmólska) (1990) (Mỹ & Ba Lan)
- El Dinosaurio (The Dinosaur) (Truyện ngắn của Augusto Monterroso) (1959) (Honduras)
- Dinosuars (Tuyển tập khoa học viễn tưởng của Martin H. Greenberg) (1996) (Mỹ)
- The Dinosaur (Sách của Anna Milbourne) (2004) (Anh)

Địa điểm: 
- Dinosaur, Colorado (Thị trấn do luật pháp quy định) (Mỹ)
- Dinosaur Cove (Nơi chứa hóa thạch) (Úc)
- Dinosaur National Monument (Tượng đài quốc gia) (Mỹ)
- Dinosauria (Bảo tàng) (Pháp)

Loại hình khác:
- Dinosaur Comics (Truyện tranh trên mạng của Ryan North) (2003) (Canda)
- Dinosaur (Sinh vật trong game Dungeons & Dragons)
- Dempster Dinosaur (Xe chở rác của Dempster Brothers, Inc.) (1950) (Mỹ)
- Boeing X-20 Dyna-Soar (Chương trình không quân Hoa Kỳ) (1966 - 1968) (Mỹ)
- Dinosaur Bar-B-Que (Nhà hàng, địa điểm nhạc blues, chuỗi quán bar dành cho người đi xe đạp) (1988) (Mỹ)
- Dinosaur (Tàu ma ở Disney's Animal Kingdom) (1998) (Mỹ)